# 小林智美
小林智美（12月13日—），日本女性插畫家。主要負責沙加系列的人物設計而為人熟知。

## 人物簡介
出道前以同人誌團體的名義經常發表《聖鬥士星矢》等作品的二次創作（目前似乎在同人活動中展出）。
1990年代開始，小林一面在公司上班，一面在雜誌《小說六月》發表文庫本小說的插圖和封面等等創作，後來獨立。
1992年，在遊戲《浪漫沙加》第一次擔任人物設計和插圖。從那以後，她一直負責沙加系列的插圖，包含《浪漫沙加2》的人物設計和形象插圖都是由小林擔任。
搖滾樂團BUCK-TICK的忠實歌迷，因此其作品的角色大多以該樂團主唱櫻井敦司的形象進行繪製。

## 作品列表

### 畫冊、著書
-  單行本（新書館，1991年7月）ISBN 440361261X
-  單行本（平裝本）（NTT出版，1994年7月）ISBN 4871883051
-  大型本（中央公論新社，1999年3月）ISBN 4120028844／單行本（平裝本）（中央公論新社，2000年6月）ISBN 4120030210

### 封面、插圖等
-  單行本（著：多戶雅之，新書館，1990年12月）
-  新書（著：古神陸，勁文社（日语：勁文社），1993年8月）
- 《花鬼》 單行本（著：山藍紫姬子（日语：山藍紫姫子） ，角川書店，2003年12月）
-  文庫（著：井上祐美子，中央公論新社，2005年9月）
-  單行本（著：瑪西婭·古拉德，竹書房，2005年11月）
- 《私說三國志 天之華·地之風》（著：江森備，復刊.com ）

等多數

### 人物設計
- 沙加系列
  - 浪漫沙加
  - 浪漫沙加2
  - 浪漫沙加3
  - 復活邪神：邪神領域
  - 復活邪神：邪神領域2
  - 復活邪神：無限傳說（日语：アンリミテッド:サガ）（形象插圖）
  - 復活邪神 -Minstrel Song-（日语：ロマンシング サガ -ミンストレルソング-）（形象插圖）
  - 復活邪神：帝王傳說
  - 帝國沙加
  - 復活邪神：緋紅恩典（日语：サガ スカーレットグレイス）
- Granado Espada（日语：グラナド・エスパダ）
- 三國志大戰DS（凌統的卡片插圖）
- 悠久的車輪（日语：悠久の車輪）（SR深紅之牙達達尼昂的卡片插圖）
- Dimension0（日语：ディメンション・ゼロ）
- 水瓶戰記
- 勇者派遣公司（日语：勇現会社ブレイブカンパニー）
- 遺跡傳說（形象插圖）

## 外部連結
- （日語）－小林智美的官方個人網站。